# Clemens August von Weichs
Clemens August Maria Joseph Adam Freiherr von Weichs zur Wenne (* 22. Februar 1736 auf Haus Wenne; † 29. März 1815 in Arnsberg) war der letzte Landdrost im Herzogtum Westfalen und unter hessen-darmstädtischen Herrschaft Präsident des Regierungskollegiums in Arnsberg.

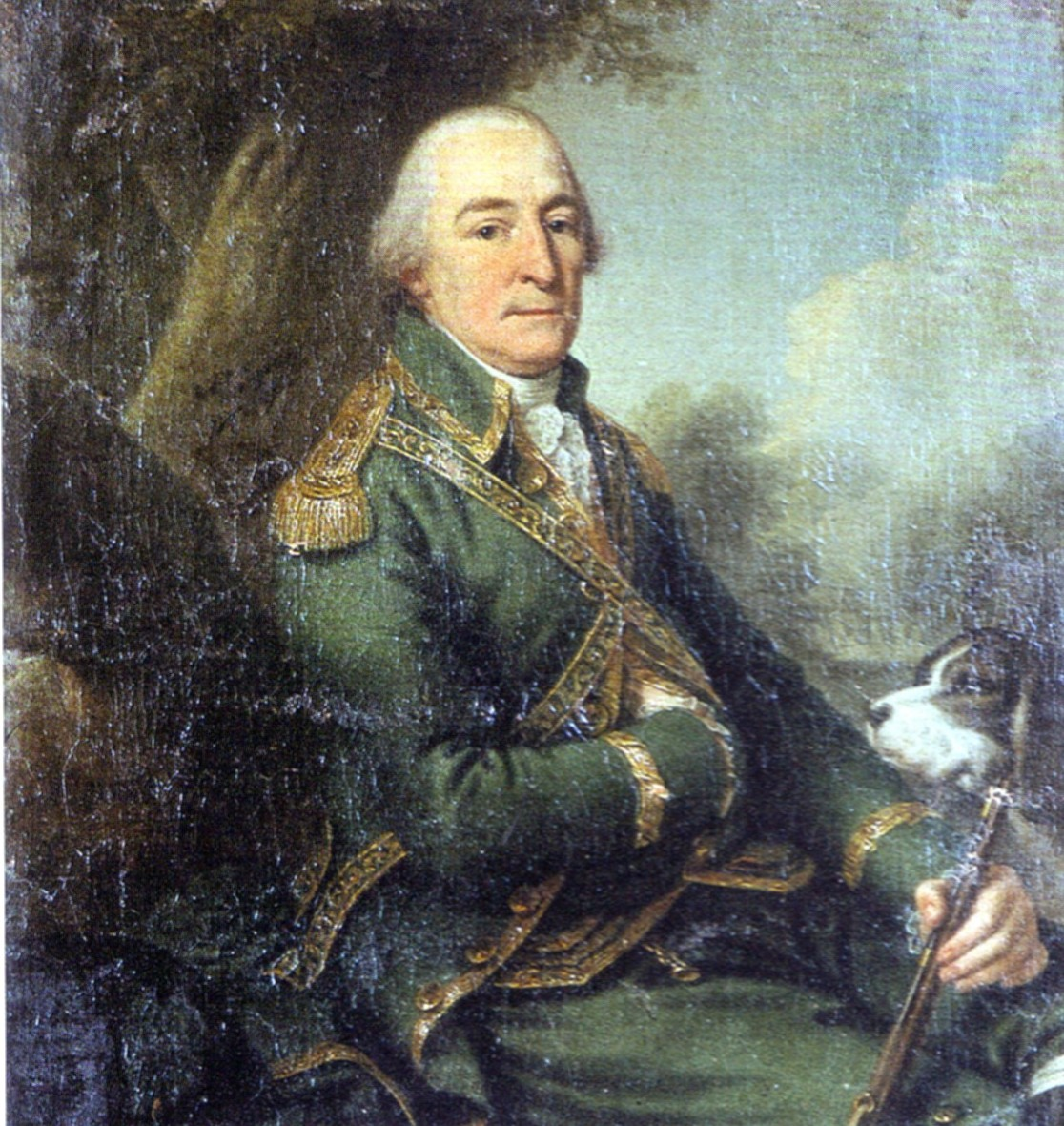
Clemens August Freiherr von Weichs in der Uniform eines kurfürstlichen Oberjägermeisters

Freiherr von Weichs stammte aus dem Adelsgeschlecht von Weichs. 1757 wurde er zum Kammerherrn des Kurfürsten Clemens August ernannt. Im Jahr 1766 wurde er zum Deputierten der Ritterschaft des Landtages des Herzogtums Westfalen aufgeschworen. Kurfürst Maximilian Friedrich ernannte Weichs 1767 zum westfälischen adeligen Rat und 1781 zum wirklichen geheimen Staatsrat.
Weichs erbte das ehemalige Vogeliushaus in der Arnsberger Altstadt. Seither wird dieses adelige Stadthaus und bedeutende Baudenkmal als Weichs’scher Hof bezeichnet. Das Arnsberger Bürgerrecht erwarb Weichs 1771. Den Stammsitz der Familie Haus Wenne ließ Weichs erheblich umgestalten.   
Im Jahr 1786 wurde er von Kurfürst Maximilian Franz zum Landdrosten des Herzogtums Westfalen ernannt. Er war damit Nachfolger von Franz Wilhelm von Spiegel. Damit war er der Stellvertreter des Kurfürsten im Herzogtum und gleichzeitig Vertreter der Landstände gegenüber dem Landesherren. Im Jahr 1791 wurde er zum Präsidenten der neu gegründeten literarischen Gesellschaft gewählt.
Nach dem Übergang des Herzogtums Westfalen an Hessen-Darmstadt wurde Weichs vom Landgrafen Ludwig X. mit dem Titel eines wirklichen geheimen Rates zum Präsidenten des Regierungskollegiums in Arnsberg ernannt.

## Familie

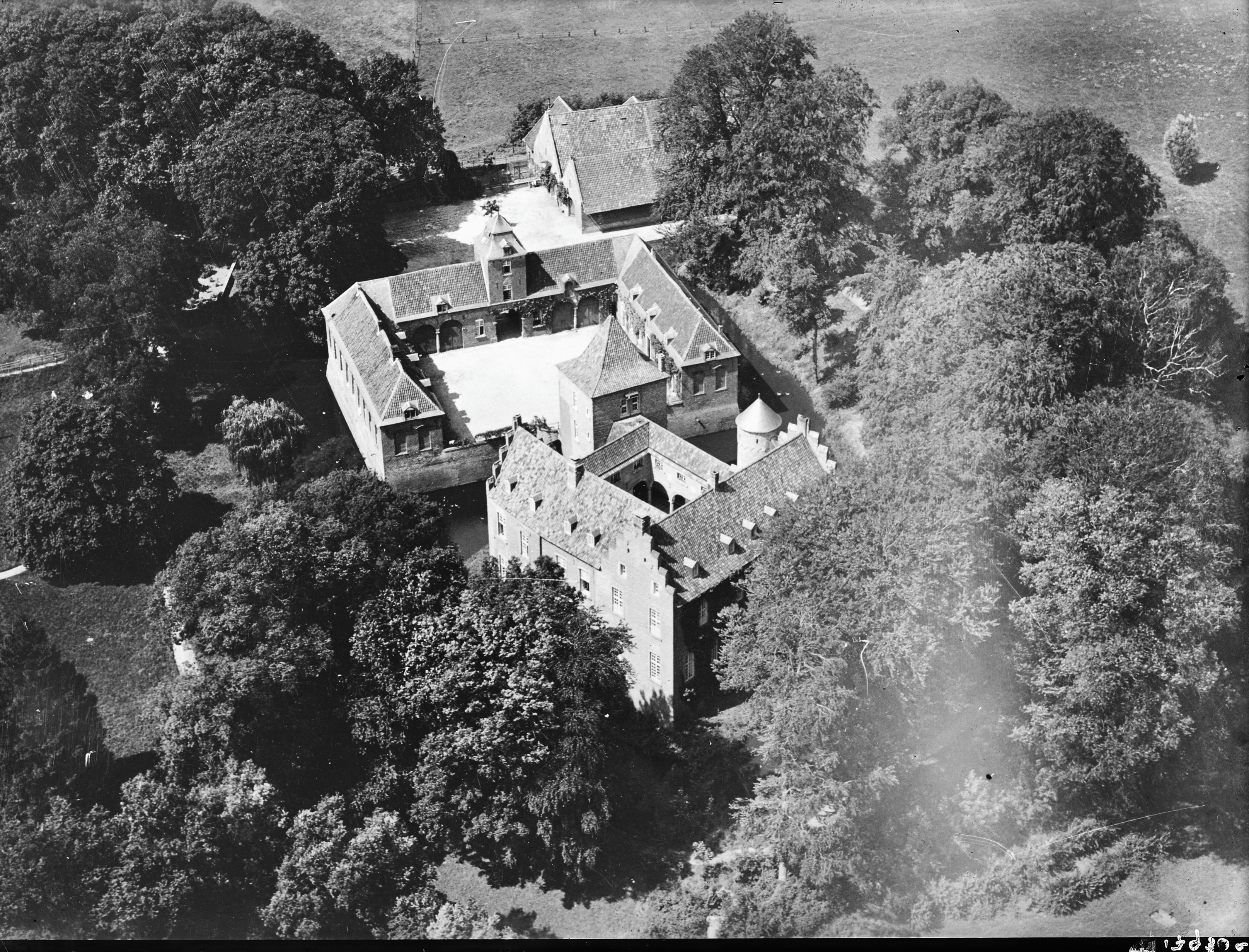
Burg (Kasteel) Geijsteren (vor 1944)

Am 31. Mai 1760 heiratete Clemens August von Weichs Philippine Freiin von Wrede (* 4. März 1734 auf Haus Amecke; † 8. März 1804 in Arnsberg). Ihre Kinder waren:
Theresa Regina Walburgis Reichsfreiin von Weichs zu Wenne (* 7. November 1765 in Stockum; † 7. April 1828 Landgut „Herinkhave“ nahe Tubbergen in  Twente) war die zweite Ehefrau des Joseph Ernestus Ludovicus von Bönninghausen (* 1. Juni 1747 Herinkhave; † 5. Mai 1812 ebenda) aus niederländischer Linie.
Clara Ferdinandine Josepha Philippine Freiin von Weichs zur Wenne (* 4. Mai 1768 auf Haus Wenne; † 11. Dezember 1846 in Neheim) war mit Friedrich Leopold Freiherr von Fürstenberg (31. Juli 1766 auf Schloss Adolfsburg; † 25. Oktober 1835 ebenda), zweiter Sohn und Haupterbe des Clemens Lothar Ferdinand von Fürstenberg, verheiratet.
1806 heiratete der Sohn Kaspar Karl Ferdinand Anton Franz Freiherr von Weichs zur Wenne (* 6. April 1777 auf Haus Wenne; † 25. Oktober 1850 auf Burg Geijsteren) Maria Anna Reichsgräfin von und zu Hoensbroech. Durch die Vermählung kam das niederländische Gut Geijsteren bei Wanssum in die Familie. Die niederländischen Angehörigen der Familie wurden 1816 in die Limburgische Ritterschaft aufgenommen und tragen den Namen Baron de Weichs de Wenne. Das Kastell Geijsteren wurde 1944 durch einen Bombenangriff zerstört.